# Veteránkórház állomás
Veteránkórház állomás a szöuli metró 9-es vonalának állomása, mely Kangdong-ku (Gangdong-gu) kerületben található. 2018. december 1-jén adták át.

## Viszonylatok
| 9-es vonal                                         | 9-es vonal    | 9-es vonal |
| -------------------------------------------------- | ------------- | ---------- |
| Tuncshon–Orjun (Dunchon Oryun) Kehva (Gaehwa) felé | személyvonat  | végállomás |
| 9-es vonal                                         |               |            |
| Olimpiai park Kimpho (Gimpo) repülőtér felé        | expresszvonat | végállomás |